# Langoat
Langoat [lɑ̃gwat] est une commune française située dans le département des Côtes-d'Armor, en région Bretagne.

## Géographie
Langoat est localisée en Bretagne dans les Côtes-d'Armor, située entre La Roche-Derrien et Tréguier, entre le Jaudy à l'est et le Guindy à l'ouest.
| Coatréven           |         | Minihy-Tréguier |
| Lanmérin Quemperven | Langoat | La Roche-Jaudy  |
| Cavan               | Berhet  | Mantallot       |

### Hydrographie
Pour un article plus général, voir Réseau hydrographique des Côtes-d'Armor.
La commune est située dans le bassin Loire-Bretagne. Elle est drainée par le Jaudy, le Guindy et le Stéren,,.
Le Jaudy, d'une longueur de 48 km, prend sa source dans la commune de Tréglamus et se jette  dans la Manche en limite de Plouguiel et de Kerbors, après avoir traversé 13 communes.  Les caractéristiques hydrologiques du Jaudy sont données par la station hydrologique située sur la commune de Mantallot. Le débit moyen mensuel est de 1,8 m3/s. Le débit moyen journalier maximum est de 48,1 m3/s, atteint lors de la crue du 26 janvier 1995. Le débit instantané maximal est quant à lui de 73,2 m3/s, atteint le 28 décembre 1999.

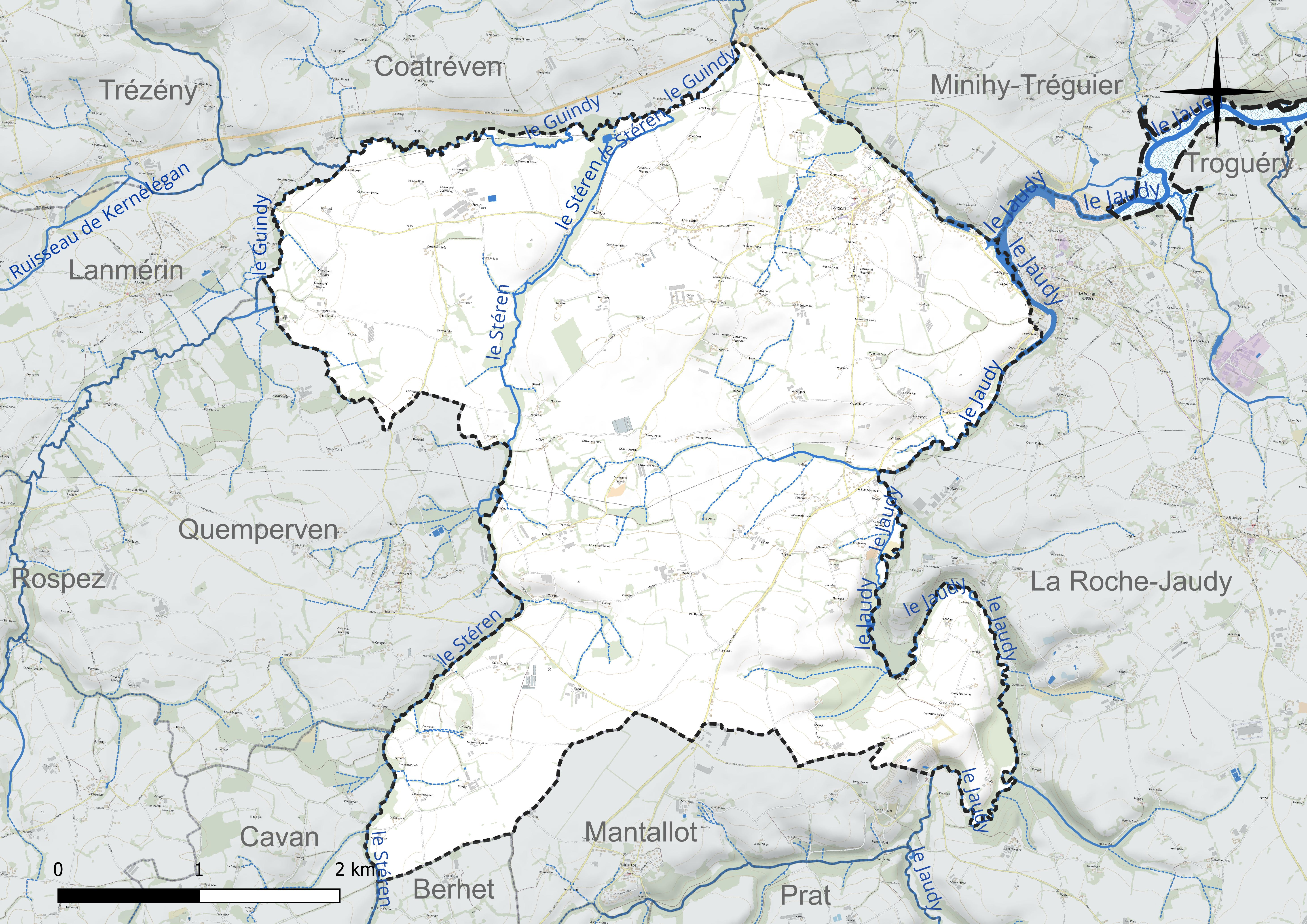
Réseau hydrographique de Langoat.

Le Guindy, d'une longueur de 43 km, prend sa source dans la commune de Louargat et se jette  dans le Jaudy à Tréguier, après avoir traversé 16 communes. 

### Climat
Pour des articles plus généraux, voir Climat de la Bretagne et Climat des Côtes-d'Armor.
En 2010, le climat de la commune est de type climat océanique franc, selon une étude du CNRS s'appuyant sur une série de données couvrant la période 1971-2000. En 2020, Météo-France publie une typologie des climats de la France métropolitaine dans laquelle la commune est exposée à un climat océanique et est dans la région climatique  Finistère nord, caractérisée par une pluviométrie élevée, des températures douces en hiver (6 °C), fraîches en été et des vents forts. Parallèlement l'observatoire de l'environnement en Bretagne publie en 2020 un zonage climatique de la région Bretagne, s'appuyant sur des données de Météo-France de 2009. La commune est, selon ce zonage, dans la zone « Intérieur  », exposée à un climat médian, à dominante océanique.  
Pour la période 1971-2000, la température annuelle moyenne est de 11,5 °C, avec  une amplitude thermique annuelle de 10,1 °C. Le cumul annuel moyen de précipitations est de 801 mm, avec 14,5 jours de précipitations en janvier et 7,1 jours en juillet. Pour la période 1991-2020, la température moyenne annuelle observée sur la station météorologique la plus proche, située sur la commune de La Roche-Jaudy à 2 km à vol d'oiseau, est de 11,8 °C et le cumul annuel moyen de précipitations est de 887,1 mm,. Pour l'avenir, les paramètres climatiques de la commune estimés pour 2050 selon différents scénarios d’émission de gaz à effet de serre sont consultables sur un site dédié publié par Météo-France en novembre 2022.

## Urbanisme

### Typologie
Au 1er janvier 2024, Langoat est catégorisée commune rurale à habitat dispersé, selon la nouvelle grille communale de densité à 7 niveaux définie par l'Insee en 2022.
Elle appartient à l'unité urbaine de La Roche-Jaudy, une agglomération intra-départementale dont elle est une commune de la banlieue,. Par ailleurs la commune fait partie de l'aire d'attraction de Lannion, dont elle est une commune de la couronne,. Cette aire, qui regroupe 40 communes, est catégorisée dans les aires de 50 000 à moins de 200 000 habitants,.

### Occupation des sols
L'occupation des sols de la commune, telle qu'elle ressort de la base de données européenne d’occupation biophysique des sols Corine Land Cover (CLC), est marquée par l'importance des territoires agricoles (92,1 % en 2018), en diminution par rapport à 1990 (94 %). La répartition détaillée en 2018 est la suivante : 
terres arables (79,3 %), zones agricoles hétérogènes (12,9 %), zones urbanisées (4,1 %), forêts (3,8 %). L'évolution de l’occupation des sols de la commune et de ses infrastructures peut être observée sur les différentes représentations cartographiques du territoire : la carte de Cassini (XVIIIe siècle), la carte d'état-major (1820-1866) et les cartes ou photos aériennes de l'IGN pour la période actuelle (1950 à aujourd'hui).

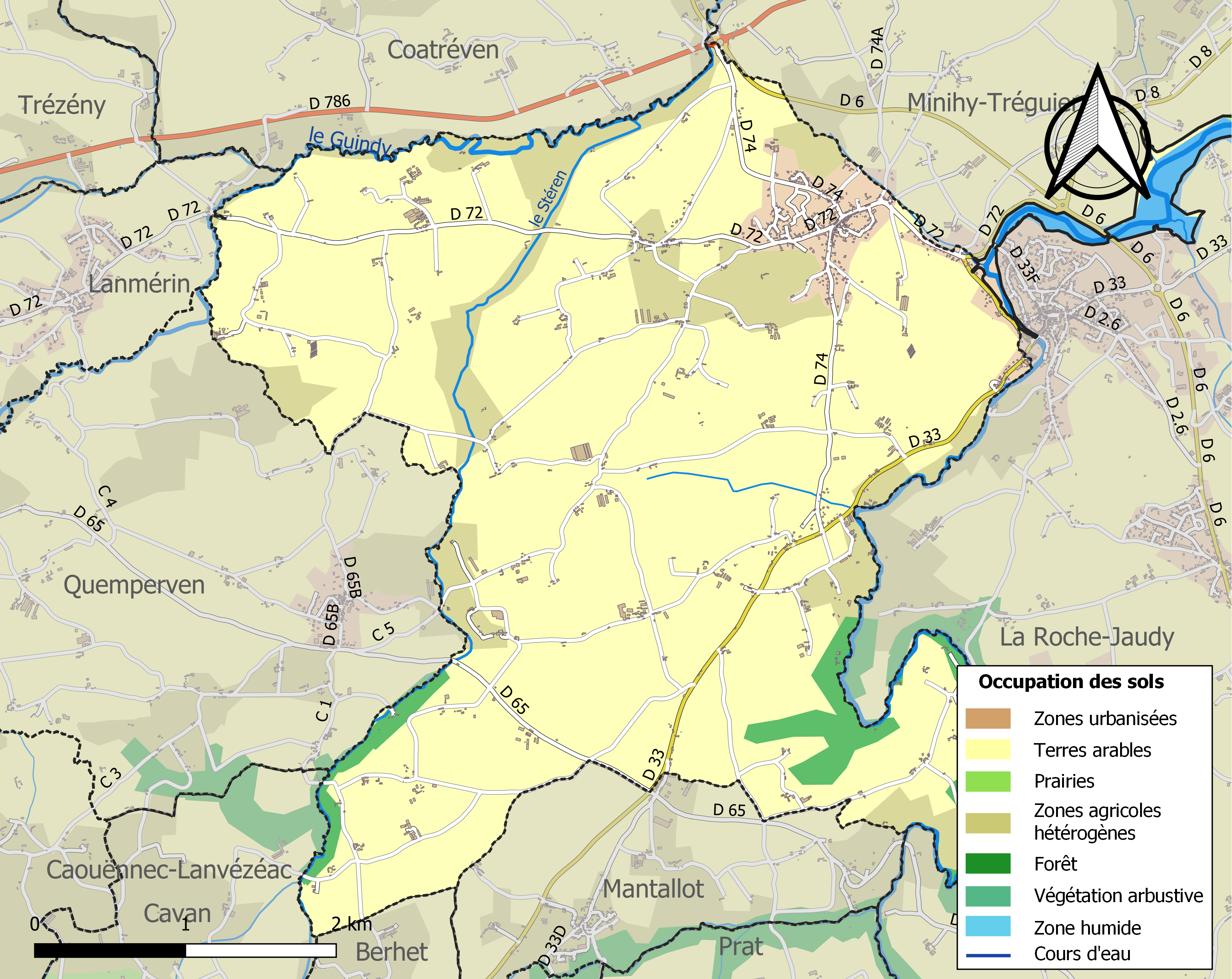
Carte des infrastructures et de l'occupation des sols de la commune en 2018 (CLC).

## Toponymie
Le nom de la localité est attesté sous les formes Langoet en 1330, 1389 et fin du XIVe siècle, Languoet en 1371, Langoat en 1486, 1505, 1516 et en 1592, L~gouat en 1630, Land-Coat en 1636, Langouet en 1654, Land-Coet en 1709,
Langoat signifie littéralement « monastère du bois ». C'est à l'emplacement de la chapelle, « Chapel ar Hoat », que sainte Pompée (ou sainte Koupaïa) aurait établi son ermitage.

## Histoire

### Préhistoire et Antiquité
Le territoire de Langoat est traversé depuis l'époque gallo-romaine par trois routes principales se réunissant au lieu-dit actuel Château-Noir / Kastell Du, un peu en amont du gué sur le Jaudy permettant d'accéder au territoire du Pommeratum situé de l'autre côté, Pommerit-Jaudy, dont faisait partie La Roche-Derrien jusqu'au début du XIe siècle.

### Époque moderne
Il semble que le camp de terre du Château-Noir / Kastell Du a repris du service lors de la Guerre de Succession de Bretagne, dont La Roche-Derrien était une place-forte majeure.

### LeXIXesiècle
Le territoire de la commune de Langoat a été réduit du quartier du Chef du Pont / Penn ar Pont, au profit de La Roche-Derrien, par ordonnance du 15 février 1836, puis par loi du 24 juillet 1839.

### LeXXesiècle

#### Les guerres duXXesiècle
Le monument aux morts porte les noms de 94 soldats morts pour la Patrie :
- 71 sont morts durant la Première Guerre mondiale ;
- 19 sont morts durant la Seconde Guerre mondiale ;
- 3 sont morts durant la guerre d'Algérie ;
- 1 est mort durant la guerre d'Indochine.

#### La Seconde Guerre mondiale
Plusieurs habitants furent déportés pour avoir aidé des aviateurs alliés à rejoindre une filière d'évasion, dont Marie Le Guillou, François Marie Le Gac et Françoise Le Tacon, déportée au camp de concentration de Mauthausen dont elle revint vivante.

## Politique et administration
| Période                                  | Période                   | Identité                       | Étiquette | Qualité                                           |
| ---------------------------------------- | ------------------------- | ------------------------------ | --------- | ------------------------------------------------- |
| Les données manquantes sont à compléter. |                           |                                |           |                                                   |
| mars 1789                                | 17 mars 1794              | François Le Corre              |           | Curé de Langoat puis officier public              |
| 23 mars 1794                             | septembre 1805            | Yves Le Bonniec                |           | Propriétaire cultivateur Premier maire de Langoat |
| octobre 1805                             | septembre 1815            | Jean Le Grand                  |           | Propriétaire cultivateur                          |
| octobre 1815                             | 1829                      | Jacques Le Coz                 |           | Propriétaire cultivateur                          |
| 1829                                     | février 1832              | Désiré Guyomar                 |           |                                                   |
| février 1832                             | 1861                      | Jean-Marie Le Grand            |           | Propriétaire cultivateur                          |
| septembre 1861                           | 19 août 1870              | Yves-Baptiste Beauverger       |           | Propriétaire cultivateur                          |
| octobre 1870                             | novembre 1873             | Claude Le Goaziou              |           |                                                   |
| 1873                                     | août 1892                 | Hyacinthe Le Grand             |           | Propriétaire cultivateur                          |
| septembre 1892                           | mai 1908                  | Pierre Vincent Marie Le Grand  |           | Propriétaire cultivateur                          |
| mai 1908                                 | mars 1923                 | François Marie Stanislas Loyer |           | Propriétaire cultivateur                          |
| mars 1923                                | mai 1925                  | Pierre Le Goaziou              |           | Propriétaire cultivateur, ancien adjoint au maire |
| mai 1925                                 | 18 mai 1935               | Émile Savidan                  |           | Propriétaire cultivateur                          |
| 18 mai 1935                              | mars 1965                 | Yves Le Cozannet               | MRP       | Cultivateur à Coat Rannou, propriétaire           |
| mars 1965                                | mars 1977                 | Pierre Henry                   |           | Agriculteur                                       |
| mars 1977                                | mars 1983                 | Yves Salpin                    |           | Éleveur laitier                                   |
| mars 1983                                | mars 2001                 | Albert Le Corre                |           | Aviculteur                                        |
| mars 2001                                | mars 2014                 | Jean Le Roy                    |           | Agriculteur, ancien adjoint au maire              |
| mars 2014                                | En cours (au 23 mai 2020) | Hervé Delisle                  | DVG       | Éleveur                                           |

## Démographie
| 1793  | 1800  | 1806  | 1821  | 1831  | 1836  | 1841  | 1846  | 1851  |
| ----- | ----- | ----- | ----- | ----- | ----- | ----- | ----- | ----- |
| 2 307 | 1 878 | 2 085 | 2 109 | 2 140 | 2 349 | 1 803 | 2 296 | 2 385 |

| 1856  | 1861  | 1866  | 1872  | 1876  | 1881  | 1886  | 1891  | 1896  |
| ----- | ----- | ----- | ----- | ----- | ----- | ----- | ----- | ----- |
| 2 328 | 2 357 | 2 308 | 2 219 | 2 243 | 2 060 | 2 047 | 1 955 | 1 817 |

| 1901  | 1906  | 1911  | 1921  | 1926  | 1931  | 1936  | 1946  | 1954  |
| ----- | ----- | ----- | ----- | ----- | ----- | ----- | ----- | ----- |
| 1 820 | 1 867 | 1 751 | 1 575 | 1 652 | 1 584 | 1 455 | 1 246 | 1 212 |

| 1962  | 1968  | 1975 | 1982 | 1990 | 1999  | 2004  | 2006  | 2009  |
| ----- | ----- | ---- | ---- | ---- | ----- | ----- | ----- | ----- |
| 1 208 | 1 062 | 941  | 894  | 942  | 1 057 | 1 108 | 1 148 | 1 118 |

| 2014  | 2019  | 2022  | - | - | - | - | - | - |
| ----- | ----- | ----- | - | - | - | - | - | - |
| 1 151 | 1 133 | 1 161 | - | - | - | - | - | - |

## Lieux et monuments

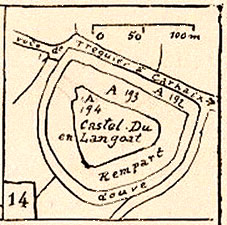
Castel-Du. Dessin de Frotier de la Messelière.

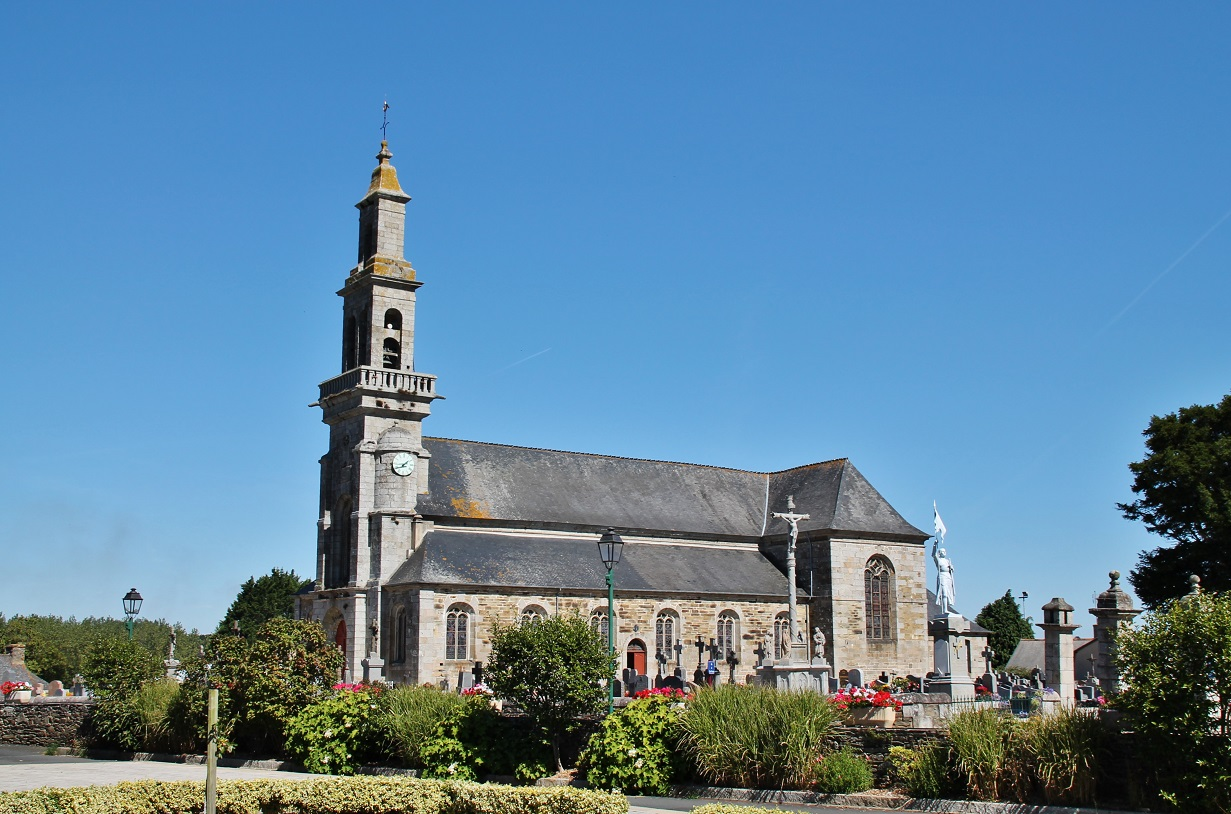
Église Sainte-Pompée (sainte Koupaia).

- Routes gallo-romaines de La Roche-Derrien à Lannion, de La Roche-Derrien à Carhaix et de La Roche-Derrien à Plougrescant.
- Enceinte de terre du Castel-Du, datée du haut Moyen Âge. Inscrite aux monuments historiques le 30 octobre 1957.
- Chapelle Notre-Dame du Bois (à 250 m à l'est du bourg) ; apparemment l'ermitage d'origine de sainte Koupaia. (XVe siècle, 1592).
- Chapelle Saint-Pierre (fin XVIIIe siècle).
- Église Sainte-Pompée (sainte Koupaia ; reconstruite en 1771).
- Manoir de Coz-Caradec.
- Manoir de Kergaric.
- Manoir de Kerverder, bâti au bord de la rivière du Jaudy.
- Manoir de Trévenou XVe – XVIe siècle).
- Monument aux morts représentant Jeanne d'Arc.

## Personnalités liées à la commune

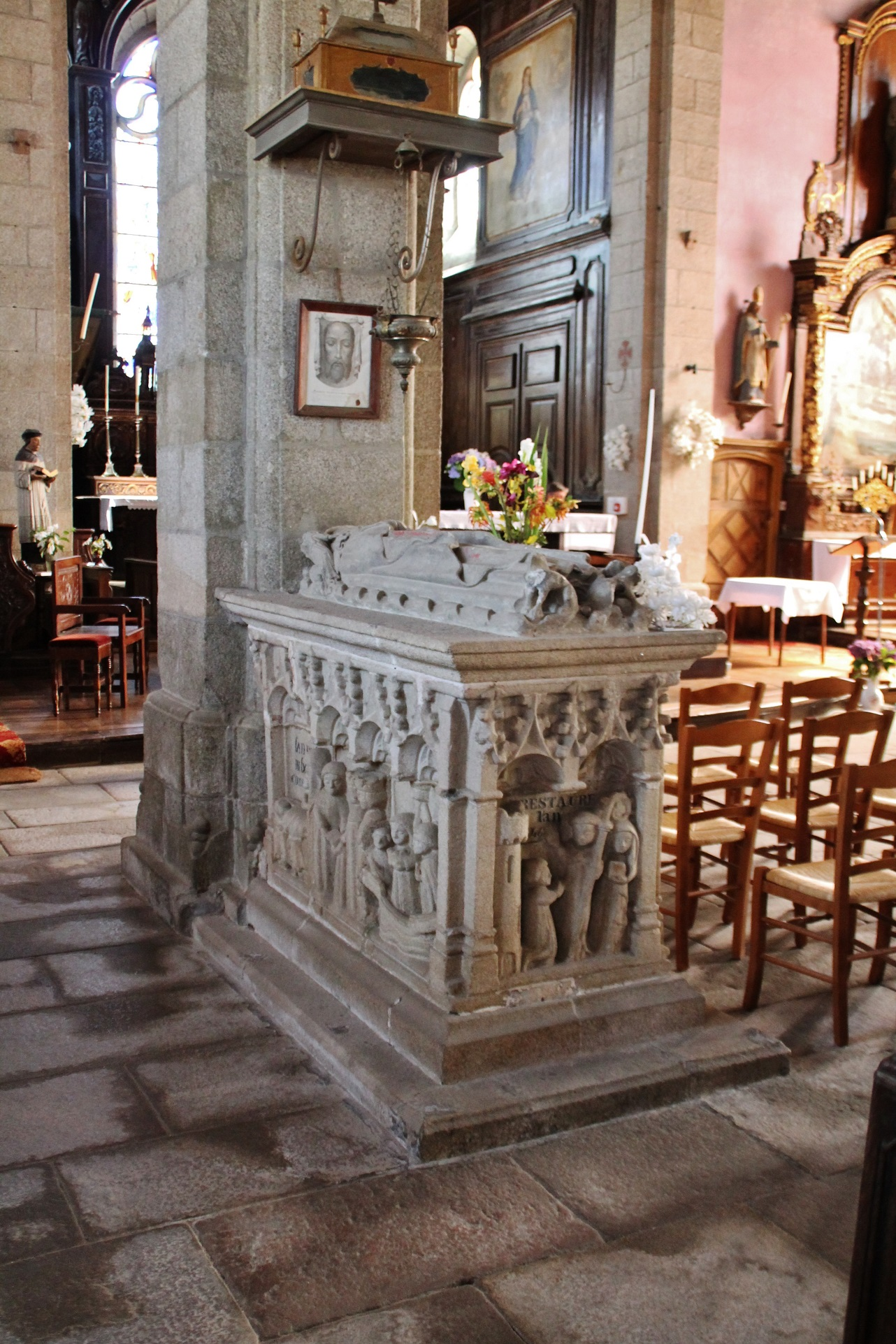
Cénotaphe de sainte Pompée (sainte Koupaia), daté de 1370. Classé objet d'art le 1 mai 1911.

- Sainte Pompée, mère de saint Tugdual, fondateur du monastère de Tréguier.

## Sports
- JS Langoat : Jeunesse Sportive Langoataise.